# Lasianthus congesticymus
Lasianthus congesticymus là một loài thực vật có hoa trong họ Thiến thảo. Loài này được H.Zhu mô tả khoa học đầu tiên năm 2001.